# Jawad El Andaloussi
Jawad Abbad El Andaloussi (ar. جواد الأندلسي; ur. 15 lipca 1955 w Casablance) – marokański piłkarz grający na pozycji obrońcy. W swojej karierze grał w reprezentacji Maroka.

## Kariera klubowa
W swojej karierze piłkarskiej El Andaloussi grał w klubie Wydad Casablanca, z którym między innymi trzykrotnie wywalczył mistrzostwo Maroka w sezonach 1975/1976, 1976/1977 i 1977/1978 oraz dwukrotnie wicemistrzostwo w sezonie 1979/1980 i trzy Puchary Maroka w sezonach 1977/1978, 1978/1979 i 1980/1981.

## Kariera reprezentacyjna
W reprezentacji Maroka El Andaloussi zadebiutował w 1975 roku. W 1976 roku był w kadrze Maroka na Puchar Narodów Afryki 1976. Zagrał w nim w dwóch meczach: grupowym z Nigerią (3:1) oraz w serii finałowej z Egiptem (2:1). Z Marokiem wywalczył mistrzostwo Afryki.
W 1978 roku El Andaloussiego powołano do kadry na Puchar Narodów Afryki 1978. W nim rozegrał trzy mecze grupowe: z Tunezją (1:1), z Kongiem (1:0) i z Ugandą (0:3). W kadrze narodowej grał do 1981 roku.